# Єремієво (Лямбірський район)
Єремі́єво (рос. Еремеево, ерз. Еремеево) — село у складі Лямбірського району Мордовії, Росія. Входить до складу Саловського сільського поселення.

## Населення
Населення — 19 осіб (2010; 28 у 2002).
Національний склад (станом на 2002 рік):
- росіяни — 100 %